# Danske Fragtmænd
Danske Fragtmænd er en dansk transport- og logistikvirksomhed, som i 2019 har over 4.000 ansatte, 2.000 lastbiler og over 40.000 erhvervskunder.
Virksomheden blev grundlagt for over 100 år siden, men det var først i 1990, at andelsselskabet Danske Fragtmænd blev stiftet. I 2000 valgte Danske Fragtmænd at købe DSB Stykgods. Godt 500 DSB-medarbejdere inkorporeres i Danske Fragtmænds drift og administration.
I 2007 besluttede de på det tidspunkt 118 fragtmandsvirksomheder i Danske Fragtmænd a.m.b.a., herunder de 23 tidligere decentralt ejede fragtcentraler, at stifte Danske Fragtmænd A/S.
I 2010 påbegyndte Danske Fragtmænd en omfattende ændring af rute- og terminalstrukturen, som faldt endeligt på plads i 2013. Strukturen betyder, at der modsat tidligere kun er en fragtmand i hvert postnummer.
Fra 2013 til 2020 ejede Posten Norge ejet 34 procent af virksomheden. Virksomheden har siden været 100% ejet af Fragtmænd Holding, der igen ejes af en række af landets store fragtmænd.